# Too Much in Love
Too Much in Love ist ein Lied aus dem Soundtrack des Filmmusicals Song of the Open Road aus dem Jahr 1944 mit Jane Powell in ihrem Debütfilm. Gesungen wird der Song im Film von Jackie Moran. Komponiert wurde das Lied von Walter Kent, getextet von Kim Gannon. Die Rechte lagen 1944 bei Earton Music Corp. N.Y.C.

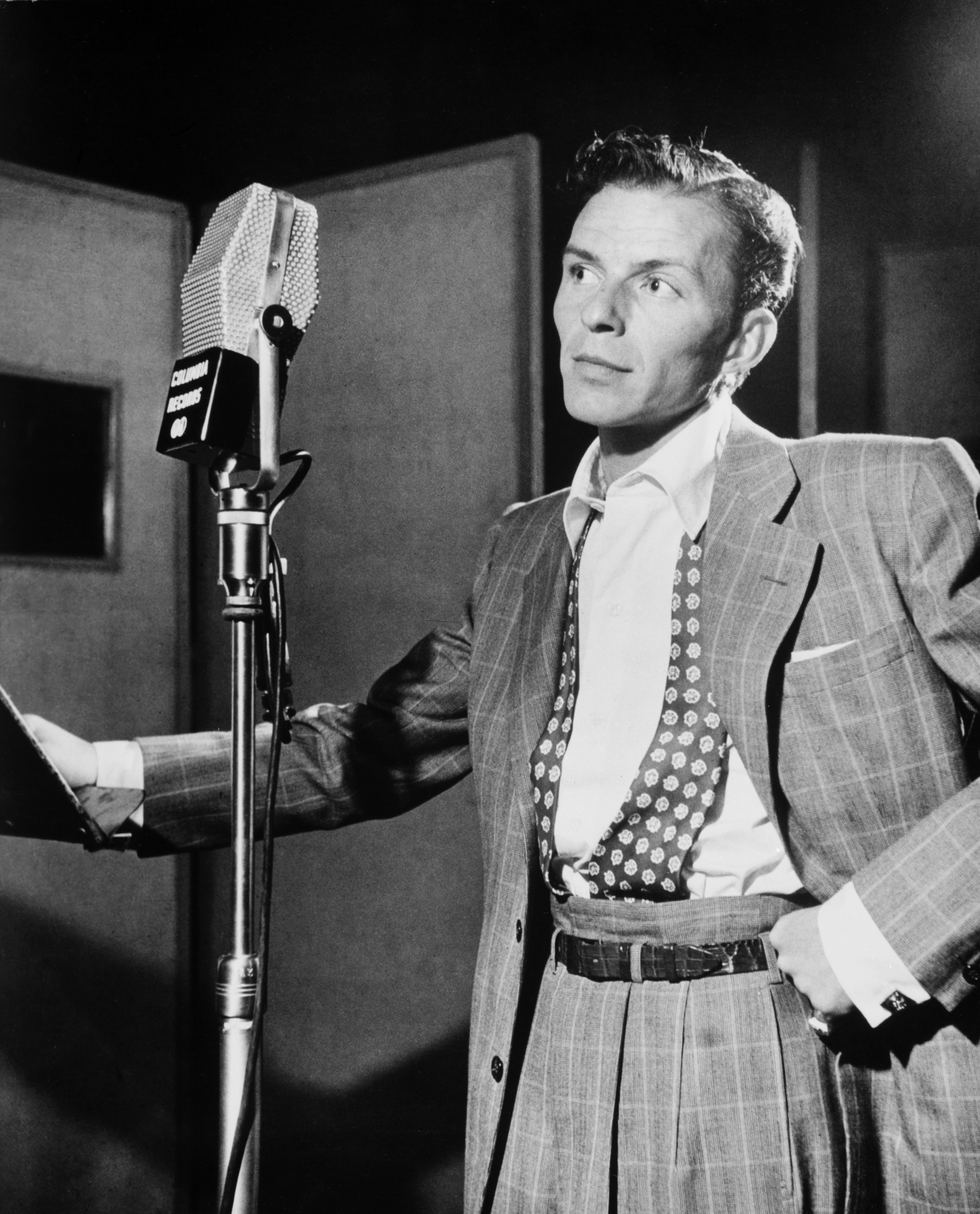
Frank Sinatra (1947), der Too Much in Love ebenfalls sang

## Coverversionen
Ilene Woods sang den Song 1944 im Radio-Hall-of-Fame-Programm. Harry James & His Orchestra veröffentlichten Too Much in Love im Juni 1944 gleichfalls. Frank Sinatra sang den Song im Mai 1944 in einer eigenen Radiosendung. Er wurde auf seinem Album „The Unheard Sinatra Vol. 1“ veröffentlicht. Ginny Simms veröffentlichte ihn 1945 ebenfalls, es spielte das Orchester Cookie Fairschild with The Songsters. Im Bereich des Jazz wurde er auch von den Swing-Orchestern von Count Basie/Earl Warren, Duke Ellington, Jan Savitt/Helen Warren, Sonny Dunham und Billy May aufgenommen.

## Auszeichnung/Nominierung
1945 waren Walter Kent und Kim Gannon mit Too Much in Love in der Kategorie „Bester Song“ für einen Oscar nominiert. Die Auszeichnung ging jedoch an Jimmy Van Heusen und Johnny Burke für ihr Lied Swinging on a Star aus dem Filmdrama  Der Weg zum Glück (Going My Way).